# Novazzano
Novazzano é uma comuna da Suíça, no Cantão Tessino, com cerca de 2.382 habitantes. Estende-se por uma área de 5,21 km², de densidade populacional de 457 hab/km². Confina com as seguintes comunas: Balerna, Bizzarone (IT-CO), Chiasso, Coldrerio, Genestrerio, Mendrisio, Ronago (IT-CO), Uggiate-Trevano (IT-CO).
A língua oficial nesta comuna é o Italiano.